# Cho Jae-jin
Cho Jae-jin (* 9. Juli 1981 in Paju) ist ein ehemaliger südkoreanischer Fußballspieler.
Cho trat 2000 dem K-League-Verein Suwon Bluewings und kam beim damaligen Asian-Champions-Cup-Gewinner 2001 sporadisch zum Einsatz. Während seiner Militärzeit beim Militärclub Gwangju Sangmu Phoenix etablierte der Angreifer sich dann als Erstligaspieler, jedoch kam er in der Saison 2004 zurück bei den Bluewings erneut nur zu acht Spielen, so dass er den Verein verließ. Er wechselte in die japanische J. League zu Shimizu S-Pulse, wo er bis 2007 als gefährlicher Torschütze spielte. Die Spielzeiten 2006 und 2007 waren die erfolgreichsten seiner Laufbahn.
Anfang 2008 wechselte Cho zu Jeonbuk Hyundai Motors zurück nach Südkorea. Nach einer Saison, in der er acht Tore erzielen konnte, schloss er sich Anfang 2009 Gamba Osaka an. In der Spielzeit 2010 kam er kaum noch zum Einsatz und beendete seine Laufbahn.
Bereits im Juni 2003 wurde Cho Jae-jin zum ersten Mal in der südkoreanischen Nationalmannschaft eingesetzt. Auch in der Olympiaauswahl von Südkorea bei den Olympischen Spielen in Athen bot er ein überzeugendes Turnier. So wurde er dann auch bei der Qualifikation für die Fußball-Weltmeisterschaft 2006 in Deutschland wieder berücksichtigt und fand Aufnahme in das WM-Aufgebot Südkoreas. Er kam in allen drei WM-Partien zum Einsatz, auch wenn er ohne Torerfolg blieb.

## Titel/Erfolge
- Asien Champions Cup 2001